# Spamd
spamd نام برنامه‌ایست که توسط پروژه اوپن‌بی‌اس‌دی عرضه می‌شود. این برنامه کم حجم برای جلوگیری از ارسال هرزنامه مورد استفاده قرار می‌گیرد و تحت پروانه بی‌اس‌دی منتشر می‌شود. نحوه کار این برنامه بدین صورت است که وانمود می‌کند یک سرویس‌دهنده SMTP است و سپس اتصالات SMTP را پذیرش کرده و به این ترتیب تصمیم می‌گیرد که ایا فرستنده یک هرزنامه‌نگار است یا خیر. این برنامه محتوای ایمیل‌ها را آنالیز نمی‌کند، کاری که انجام می‌دهد این است که فرستنده ایمیل را بررسی کرده و اگر یک هرزنامه‌نگار بود آن را تشخیص می‌دهد. این برنامه برای کار به همراه پی‌اف طراحی شده است و در اکثر سیستم‌عامل‌های شبیه یونیکس و سازگار با استاندارد پازیکس قابل اجراست. همچنین این برنامه می‌تواند به عنوان یک نیمه پراکسی در لایه کاربرد هم به منظور کسب اطمینان از اینکه سرویس‌دهنده‌های خارجی که به سرویس‌دهنده‌های داخلی متصل می‌شوند، به طور قانونی عمل می‌کنند، هم مورد استفاده قرار گیرد.